# Episodi di Missing (serie televisiva 2012)
La prima e unica stagione della serie televisiva Missing è stata trasmessa negli Stati Uniti per la prima volta dall'emittente ABC dal 15 marzo al 17 maggio 2012.
In Italia, la serie è andata in onda in prima visione sul canale satellitare Fox dal 30 aprile al 2 luglio 2012. In chiaro la serie è andata in onda dall'11 gennaio all'8 febbraio 2013 su Rai 2.
| nº | Titolo originale                 | Titolo italiano             | Prima TV USA   | Prima TV Italia |
| -- | -------------------------------- | --------------------------- | -------------- | --------------- |
| 1  | Pilot                            | Scomparso                   | 15 marzo 2012  | 30 aprile 2012  |
| 2  | The Hard Drive                   | Hard Drive                  | 22 marzo 2012  | 7 maggio 2012   |
| 3  | Ice Queen                        | La regina di ghiaccio       | 29 marzo 2012  | 14 maggio 2012  |
| 4  | Tell Me No Lies                  | Il traditore                | 5 aprile 2012  | 21 maggio 2012  |
| 5  | The Three Bears                  | I tre orsi                  | 12 aprile 2012 | 28 maggio 2012  |
| 6  | A Busy Solitude                  | Fuga in Russia              | 19 aprile 2012 | 4 giugno 2012   |
| 7  | A Measure of a Man               | Misura di un uomo           | 26 aprile 2012 | 11 giugno 2012  |
| 8  | Answers                          | Risposte                    | 3 maggio 2012  | 18 giugno 2012  |
| 9  | Promises                         | La promessa                 | 10 maggio 2012 | 25 giugno 2012  |
| 10 | Rain on the Evil and on the Good | Pioggia sul bene e sul male | 17 maggio 2012 | 2 luglio 2012   |

## Scomparso
- Titolo originale: Pilot
- Diretto da: Stephen Shill
- Scritto da: Gregory Poirier

### Trama
Becca Winstone, madre di Michael, un ragazzo di 18 anni, è un ex agente della CIA, ritiratasi per dedicarsi al figlio. Era sposata con Paul Winstone, anche lui agente della CIA. Il marito è morto in un attentato dieci anni prima a Vienna mentre era in vacanza col figlio. Michael decide di partire per uno stage a Roma. Dopo alcuni giorni senza sue notizie, la madre preoccupata decide di andare a trovarlo e scopre che il suo appartamento è vuoto e messo a soqquadro. Mentre la donna è in casa, vi entra un uomo armato e Becca lo uccide. Solo in un secondo momento, chiedendo aiuto a un suo vecchio amico, Giancarlo Rossi, la donna scoprirà di aver ucciso un agente dell'intelligence italiana e che quindi adesso è ricercata dall'Interpol. Per cercare indizi sulla scomparsa del figlio, Becca va a parlare in una discoteca con un'amica del figlio, Francesca, che verrà uccisa poco dopo in uno scontro a fuoco che la donna ha avuto con due delinquenti che l'hanno costretta a una fuga in moto. Tramite dei filmati di sorveglianza Becca scopre che Michael è stato rapito da due uomini e sequestrato in un furgone con targa francese; inizia così la sua ricerca che la porta a Parigi, dove scopre non solo il luogo nel quale il figlio è stato trattenuto e ammanettato, ma anche alcune foto del figlio da piccolo, il che la porta a pensare che l'attentato fosse pianificato da tempo. La donna, camminando per le strade di Parigi viene colpita da un proiettile, e perdendo i sensi, cade da un ponte e finisce nella Senna.
- Ascolti USA: telespettatori 10 600 000[2]
- Ascolti Italia (Rai 2): telespettatori 2 034 000 - share 7,32%[3]

## Hard Drive
- Titolo originale: The Hard Drive
- Diretto da: Stephen Shill
- Scritto da: Grant Scharbo

### Trama
Becca riesce a uscire dal fiume e chiede aiuto a una sua amica per la medicazione della ferita d'arma da fuoco. La donna, ricercata anche dall'intelligence francese decide di farsi arrestare volutamente per poter parlare col vicedirettore Antoine Luciene, al quale promette di consegnare in esclusiva "Hard Drive" in cambio del ritrovamento del figlio. Giancarlo raggiunge Becca in Francia. Dall'America la CIA, credendo che Becca stia lavorando ancora come agente, chiede l'immediato rientro della donna in patria. Becca va a trovare Hard Drive che si scopre essere un uomo che l'intelligence americana ha aiutato dodici anni prima a ottenere una nuova identità in quanto aveva informazioni compromettenti su Luciene; la donna viene contattata da Luciene che le mostra un video del figlio, e chiede un appuntamento per portare a termine lo scambio di ostaggi; al momento dello scambio però quando la donna capisce che in realtà il figlio non è in mano a Luciene, scappa con Hard Drive; quest'ultimo, decide di voler mettere fine alle future minacce che Luciene può arrecare alla famiglia e propone a Becca di introdursi nella sede dell'intelligence per cercare nel computer dell'uomo sia indizi inerenti al video di Micheal, sia prove che lo condannino definitivamente. Becca e Hard Drive, recatisi nella struttura, trovano le prove di uno scambio tra il video di Micheal e un'autorizzazione a far partire un volo medico (che non necessita di codice identificativo) che fa credere alla Winstone che il figlio sta per lasciare il paese. Hard Drive trova anche le prove della corruzione di Luciene e le pubblica su internet. L'uomo viene portato in salvo con la famiglia da Giancarlo mentre Becca raggiunge in moto l'aeroporto dove dovrebbe partire l'aereo; la donna raggiunge la pista e vede il figlio caricato da due uomini sul velivolo. La donna si dispera: l'aereo decolla davanti ai suoi occhi.
- Ascolti Italia (Rai 2): telespettatori 1 963 000 - share 8,41%[3]

## La regina di ghiaccio
- Titolo originale: Ice Queen
- Diretto da: Stephen Shill
- Scritto da: Paul Redford

### Trama
La CIA fa atterrare l'aereo segnalato da Becca su cui è salito Micheal, ma di lui non c'è traccia. Il ragazzo infatti è prigioniero in un palazzo russo in mezzo a una campagna. La donna a bordo dell'aereo è sospetta ma non può essere trattenuta in custodia, quindi Becca e Giancarlo decidono di seguirla a Ravello dove sarà l'organizzatrice di un'asta di beneficenza. Mary intanto preoccupata per l'amica arriva in Italia e la raggiunge a Ravello; la donna non sa del passato di Becca e quest'ultima le mente dicendo che il figlio è in viaggio con una ragazza. Mary ha scoperto che viene tradita dal marito e cerca conforto nell'amica che inventa di stare con Giancarlo per farla tornare a casa e poter proseguire le ricerche. Mary però quella sera stessa si presenta al party della donna dell'aereo e Becca temendo per la sua incolumità obbliga Giancarlo a starle sempre vicino. Becca approfittando della concentrazione di tutti sull'asta, sale sullo yacht della donna e sottrae dei diamanti preziosissimi che erano stati rubati e che avrebbero dovuto essere rivenduti; Becca chiede in cambio dei diamanti la verità sul figlio. Mary trova i passaporti falsi di Becca e la donna è quindi costretta a rivelarle la verità. Nel castello in Russia Micheal viene avvicinato più volte da una ragazza sua coetanea di nome Oksana, anch'ella prigioniera. Dopo un inseguimento in mare aperto con dei motoscafi, un cecchino che sembrava dovesse sparare a Becca, uccide la donna dell'aereo, proprio mentre stava rivelando a Becca che chi ha rapito il figlio è lo stesso responsabile della morte del marito. Becca adesso vuole riesaminare le prove della morte di Paul per fare chiarezza, e per farlo Giancarlo contatta Dex Miller.
- Ascolti Italia (Rai 2): telespettatori 2 009 000 - share 8,02%[4]

## Il traditore
- Titolo originale: Tell Me No Lies
- Diretto da: Stephen Shill
- Scritto da: Meredith Lavender e Marcie Ulin

### Trama
Micheal inizia a sospettare che il suo rapimento possa essere collegato alla morte del padre che ha sempre creduto un incidente. Paul in passato era creduto morto per mano dell'intelligence russa dopo che Martin Newmann, suo caro amico lo aveva obbligato a lavorare nonostante fosse in compagnia del figlio, ma distanza di dieci anni però la verità è ben diversa perché Newmann rivela a Becca che suo marito era in realtà un traditore che collaborava con altri agenti in quella che era una rete composta da membri traditori delle proprie organizzazioni affiliate. Becca ispeziona le telecamere di sicurezza del luogo in cui è avvenuta l'esplosione della macchina di Paul a Vienna e nota un uomo sospetto con una cicatrice su un braccio, identificato come Ori Jadin, un sicario ritenuto esecutore o comunque responsabile dell'esplosione. L'uomo abita a Dubrovnik e Becca, in compagnia di Newmann e Dext decide di partire per la Croazia. Micheal cerca di trovare un modo per scappare e lo rivela a Oksana che però cerca di dissuaderlo. Il ragazzo inoltre avendo capito di essere importante e che non gli verrà fatto del male, ruba un mazzo di chiavi per provare a scappare; i rapitori quindi picchiano Oksana per impedirgli in futuro di commettere altri tentativi di fuga. Becca trova Jadin che le rivela di sapere dove si trova Micheal, ma è disponibile a collaborare solo in cambio di una nuova identità; l'autorizzazione dalla CIA non arriva ma Miller è disposto a bluffare pur sapendo di rischiare il posto. Becca all'incontro con Jadin trova l'uomo morto per mano di un sicario che viene inseguito dalla donna tra le vie della città; quando rimane circondato e sull'orlo di un precipizio sul mare, l'uomo si gira verso la donna, che con grande stupore scopre trattarsi di suo marito Paul, che si getta in mare. Becca a questo punto pensa che è stato lo stesso Paul a far rapire Micheal.
- Ascolti Italia (Rai 2): telespettatori 2 009 000 - share 8,02%[4]

## I tre orsi
- Titolo originale: The Three Bears
- Diretto da: Paul Edwards
- Scritto da: Adele Lim

### Trama
La CIA si mette alla ricerca di Paul Winstone. Giacomo fa vedere a Becca un video dove si vede Paul a Praga. L'uomo con dei messaggi in codice che solo la moglie conosce la invita a incontrarsi con lei. Oksana cerca di aiutare Micheal a scappare; il ragazzo la vorrebbe portare con lei ma la ragazza è sotto insulina e i rapitori le danno solo una dose giornaliera per tenerla sotto controllo. Becca è a Praga e cerca di incontrare Paul decifrando i messaggi che l'uomo le lascia in giro per la città, ma si imbatte in un "amico" del marito, Victor Azimov che vuole l'impronta digitale della donna per aprire una cassetta di sicurezza in una banca; in soccorso della donna arriva Giancarlo che allontana i malviventi. Anche Becca vuole aprire la cassetta di sicurezza, ma per farlo servono le impronte di tre persone: la sua, quella di Paul e quella di Micheal, così l'unica idea che le viene in mente per aprire la cassetta è di rapinare la banca. Micheal fugge in un tunnel e ha la possibilità di scappare lontano dalla villa, ma ha un ripensamento e torna per portare con sé Oksana. La rapina escogitata da Becca va a buon fine e nella cassetta di sicurezza vengono trovati i titoli di una compagnia russa, la Iliad Corporation, del valore di 250 milioni di euro e una foto di una casa. Becca collega una storia che Paul spesso raccontava a Micheal col motivo per cui ha trattenuto i titoli e lo rivela a Miller. L'uomo con Becca e Giancarlo, si reca nella casa della fotografia nonché la casa della favola, dove c'è un allarme collegato a un ordigno; la bomba apparentemente viene disinnescata da Becca con una password segreta, salvo poi riprendere il countdown…
- Ascolti Italia (Rai 2): telespettatori 2 002 000 - share 7,69%[5]

## Fuga in Russia
- Titolo originale: A Busy Solitude
- Diretto da: Paul Edwards
- Scritto da: Patrick MacManus

### Trama
Becca riesce con un secondo codice a disattivare la bomba ma non trova nulla in casa; decidono così di ispezionare un'altra casa in montagna, dove trovano mappe di stazioni ferroviarie e progetti di un contrabbando che lega Paul a un magnate russo, Victor Azimov a Ravello, Parigi, Mosca e altre città. I rapitori al castello notano che manca dell'insulina presa da Micheal per la fuga di Oksana e minacciano il ragazzo; la ragazza decide di coprirlo e si assume la responsabilità del furto venendo isolata in celle segrete. Paul riesce a recuperare i titoli facendo fare un incidente d'auto all'agente Fitzpatrick della CIA incaricato di custodirle. La direttrice della CIA Ortega pensa che anche Becca possa essere corrotta e decide di sospendere le ricerche di Micheal; la madre così decide di sequestrare un elicottero per farsi portare a Mosca. Micheal riesce a sottrarre un cellulare e non riuscendo a contattare la madre lascia un messaggio in segreteria a Mary nel quale riesce a rivelare data ora e coordinate geografiche; il ragazzo sembra trovarsi vicino a Mosca, a poca distanza da una base ferroviaria menzionata dalle mappe trovate nella casa di montagna. Becca decide di andare a incontrare Azimov e, dopo essere stata addormentata, viene condotta al nascondiglio di Micheal, ma proprio in quel momento il figlio sta provando a scappare nuovamente con Oksana e riesce a salire sul treno nuovamente sotto gli occhi della madre che si era liberata dal portabagagli. Dax, ritrovando Becca sotto gli ordini della Ortega arresta la donna. Quando sembrano al sicuro i ragazzi sul treno, in un vagone successivo al loro una delle guardie del castello si è nascosta, pronta a tendergli un agguato.
- Ascolti Italia (Rai 2): telespettatori 2 002 000 - share 7,69%[5]

## Misura di un uomo
- Titolo originale: A Measure of a Man
- Diretto da: Phil Abraham
- Scritto da: Dana Greenblatt e Gregory Poirier

### Trama
La direttrice Ortega, interrogando Becca pensa che è colpa sua se il figlio è stato rapito da Azimov e l'accusa di aver aiutato Paul a rubare le azioni dell'uomo che adesso rivuole indietro. La donna trova inoltre una correlazione tra la scomparsa di Micheal e un vecchio caso del 1999 in cui hanno lavorato insieme Becca e Paul che non andò a buon fine perché un bambino che la CIA avrebbe dovuto prelevare e proteggere per consegnarlo alla madre, nonché figlio di Azimov, uccise con tre colpi di pistola proprio la madre salvo poi scappare e tornare da Azimov. Oggi il ragazzo è un suo collaboratore fidato, nonché sicario responsabile della morte della signora bionda a Ravello. La direttrice pensa che Becca e Paul abbiano istigato il bambino a compiere l'omicidio perché collaboravano con Azimov. Oksana ha terminato le scorte di insulina e Micheal, per cercare di raggiungere il capotreno e chiedere aiuto, vede il rapitore avvicinarsi; dopo una colluttazione riescono a buttare giù dal treno l'uomo ma il convoglio si ferma e sono costretti a scappare a piedi in un campo sperduto, rifugiandosi in una baracca. Giancarlo e Dex riescono a fermare il treno ma ispezionandolo non trovano i ragazzi che intanto sono raggiunti dal rapitore nel rifugio, che dopo un combattimento viene ucciso da Micheal colpito da una spranga. Becca viene aiutata a fuggire dalla stanza degli interrogatori dalla collega di Dax, Valentine, che pugnala anche la direttrice facendo alimentare ancora di più i sospetti sul coinvolgimento della donna.
- Ascolti Italia (Rai 2): telespettatori 1 668 000 - share 6,38%[6]

## Risposte
- Titolo originale: Answers
- Diretto da: Phil Abraham
- Scritto da: Paul Redford

### Trama
Ortega è morta e Dax sospetta che Giancarlo abbia aiutato Becca nella fuga. La CIA crede che il "sospettato 0" ovvero il criminale a capo dell'organizzazione criminale sia Paul. Intanto Oksana e Micheal riescono a raggiungere una fattoria e scappare con un furgone. Becca chiama Giancarlo per chiedergli di incontrarlo; la telefonata è ascoltata da Dex che obbliga l'uomo a indossare un microfono e un segnalatore di posizione, ma una volta incontrata la donna, Giancarlo se ne libera scappando con lei. Micheal riesce a portare Oksana in un ospedale a Budapest e alla ragazza viene salvata la vita. Becca e Giancarlo riescono a risalire a un appuntamento che Azimov avrà in una chiesa; l'uomo che deve incontrare è Paul, che inseguito da Becca, prima di tramortire la donna, rivela di non essere un traditore e che deve consegnare all'uomo i titoli in cambio di Micheal, anche se sospetta verrà ucciso. Micheal viene raggiunto in ospedale da un volto amico: lo zio Martin, che rivela al ragazzo l'appartenenza alla CIA della madre; il ragazzo lo sospettava e non intende andarsene dall'ospedale finché Oksana non si sarà ripresa. Becca e Giancarlo intervengono nell'incontro tra Azimov e Paul avvisando quest'ultimo che Azimov non ha rapito Micheal; ne scaturisce uno scontro a fuoco nel quale avrà la peggio Azimov ucciso da suo figlio Maxime in una situazione analoga alla morte della madre anni prima. Martin intanto dall'ospedale chiama Azimov; al telefono risponde Maxime davanti a Becca e Paul; l'uomo dice di aver recuperato Micheal facendo rendere conto alla coppia che è proprio Martin Newman il sospettato 0.
- Ascolti Italia (Rai 2): telespettatori Template:Formtnum:1668000 - share 6,38%[6]

## La promessa
- Titolo originale: Promises
- Diretto da: James Strong
- Scritto da: James Parriott

### Trama
Mentre Giancarlo e i Winston fuggono dalla cripta, Violet prima uccide Maxime e poi spara a un disarmato Giancarlo che stava coprendo la fuga dei coniugi Winston, mandandolo in coma. Valentine è in contatto diretto con Newman che chiede di uccidere Giancarlo; la donna così altera i dosaggi dei farmaci in ospedale. Paul confessa a Becca che il responsabile del rapimento di Micheal è lui in quanto si è avvicinato troppo al ragazzo in Italia. Martin porta Micheal e Oksana a fare un nuovo passaporto in Bulgaria con l'intenzione di trasferire i ragazzi in Turchia senza rivelare loro le intenzioni. Per indagare sulla sparatoria che ha coinvolto Giancarlo l'Interpol manda l'agente Grantam ad affiancare la CIA; Oksana riconosce in uno dei collaboratori di Martin l'uomo che l'ha caricata sul furgone quando è stata rapita come schiava del sesso, Newman nota che la ragazza ha capito del suo coinvolgimento e la minaccia facendosi promettere di non raccontare nulla a Micheal. Dext bluffa con Violet e i colleghi annunciando la morte di Giancarlo, in realtà l'uomo sospettava già della ragazza e ha messo sotto controllo i farmaci di Rossi. Violet viene arrestata. Paul per consentire una fuga più tranquilla di Becca verso la Turchia decide di farsi arrestare e una volta portato in carcere due scagnozzi mandati da Newman lo iniziano a picchiare promettendogli che non uscirà vivo di prigione. L'episodio si chiude con Martin che chiede al suo braccio destro di uccidere Micheal se Becca dovesse giungere a Istanbul.
- Ascolti Italia (Rai 2): telespettatori 1 589 000 - share 6,02%[7]

## Pioggia sul bene e sul male
- Titolo originale: Rain on the Evil and on the Good
- Diretto da: James Strong
- Scritto da: Gregory Poirier

### Trama
Dex e la Grantam ritrovano il vagone scomparso del convoglio su cui viaggiavano Micheal e Oksana e rilevando delle radiazioni scoprono che all'interno veniva trasportato uranio che minaccia la salute dei cittadini. Dext raggiunge Paul in carcere e lo aiuta a fuggire con l'aiuto di Becca. Micheal non potendo uscire inizia a sospettare di essere prigioniero dello zio e i suoi sospetti sono alimentati quando trova i passaporti che a lui e a Oksana dice di stare ancora aspettando; Micheal ne parla con Oksana che finalmente racconta al ragazzo di essere sotto minaccia dello zio. Violet, poco prima di essere interrogata in quanto ultimo collegamento con Newman, riesce a fuggire uccidendo la scorta nel furgone che la trasportava, ma una volta raggiunta da Dax e i Winston confessa che Micheal sarà ucciso visto che la copertura di Newman è saltata; all'uomo non resta che vendere l'uranio e fuggire con i soldi. Becca per far parlare Violet inizia a torturarla finché non si fa dire dove avverrà lo scambio di uranio e dunque dove si trova Micheal. Dext presiede all'incontro tra Newman e l'acquirente e dopo un iniziale inganno riesce a recuperare l'uranio. Newman riesce a sfuggire e ferisce al braccio Paul, ma è inseguito da Becca che segue l'uomo finché non la porta da Micheal e Oxana che dopo uno scontro a fuoco vengono liberati. Newman riesce nuovamente a fuggire ma Becca lo insegue e riesce a imprigionarlo sparandogli a sangue freddo. Per ciò che ha fatto la donna viene arrestata, ma grazie all'intervento di Dax che consegna l'uranio al capo della polizia turca la donna viene liberata e può riabbracciare il figlio, incredulo dall'aver scoperto che il padre è ancora vivo. Una settimana più tardi, a Praga, quando la serenità sembra ormai raggiunta Becca scompare sotto gli occhi di Paul, Micheal e Oksana...
- Ascolti Italia (Rai 2): telespettatori 1 589 000 - share 6,02%[7]